# Бриджмен (Мічиган)
Бриджмен (англ. Bridgman) — місто (англ. city) в США, в окрузі Беррієн штату Мічиган. Населення — 2096 осіб (2020).

## Географія
Бриджмен розташований за координатами 41°56′7″ пн. ш. 86°34′2″ зх. д. / 41.93528° пн. ш. 86.56722° зх. д. (41.935169, -86.567110).  За даними Бюро перепису населення США в 2010 році місто мало площу 7,58 км², з яких 7,50 км² — суходіл та 0,08 км² — водойми.

## Демографія
Згідно з переписом 2010 року, у місті мешкала 2291 особа в 954 домогосподарствах у складі 608 родин. Густота населення становила 302 особи/км².  Було 1183 помешкання (156/км²).
Расовий склад населення:
| - 95,3 % — білих - 1,1 % — чорних або афроамериканців - 1,0 % — азіатів - 0,6 % — корінних американців |

До двох чи більше рас належало 1,2 %. Частка іспаномовних становила 3,7 % від усіх жителів.
За віковим діапазоном населення розподілялося таким чином: 22,1 % — особи молодші 18 років, 57,4 % — особи у віці 18—64 років, 20,5 % — особи у віці 65 років та старші. Медіана віку мешканця становила 44,3 року. На 100 осіб жіночої статі у місті припадало 90,4 чоловіків;  на 100 жінок у віці від 18 років та старших — 85,9 чоловіків також старших 18 років.
Середній дохід на одне домашнє господарство  становив 62 349 доларів США (медіана — 42 903), а середній дохід на одну сім'ю — 82 764 долари (медіана — 81 375). Медіана доходів становила 60 111 долар для чоловіків та 36 757 доларів для жінок. За межею бідності перебувало 11,8 % осіб, у тому числі 17,4 % дітей у віці до 18 років та 7,2 % осіб у віці 65 років та старших.
Цивільне працевлаштоване населення становило 853 особи. Основні галузі зайнятості: освіта, охорона здоров'я та соціальна допомога — 24,6 %, виробництво — 19,7 %, мистецтво, розваги та відпочинок — 14,4 %, роздрібна торгівля — 13,5 %.